# Fonologia della lingua italiana
La fonologia della lingua italiana riguarda l'inventario dei fonemi, degli allofoni, delle varianti libere della lingua italiana e delle regole che permettono di usarli e combinarli per formare parole e frasi. Il sistema di riferimento è quello dell'italiano standard.

## Fonemi
L'italiano, nella sua forma standard, prevede i seguenti fonemi.

### Consonanti
|               | Bilabiali | Labio- dentali | Dentali/ Alveolari | Post- alveolari | Palatali | Velari |
| ------------- | --------- | -------------- | ------------------ | --------------- | -------- | ------ |
| Nasali        | m         |                | n                  |                 | ɲ        |        |
| Occlusive     | p b       |                | t d                |                 |          | k ɡ    |
| Affricate     |           |                | t͡s d͡z              | t͡ʃ d͡ʒ           |          |        |
| Fricative     |           | f v            | s z                | ʃ               |          |        |
| Vibranti      |           |                | r                  |                 |          |        |
| Laterali      |           |                | l                  |                 | ʎ        |        |
| Approssimanti |           |                |                    |                 | j        | w      |

- Tutte le consonanti (tranne [z], [j] e [w]) possono essere fonologicamente geminate all'interno di parola tra vocali o tra vocale e /l/, /r/, /j/ o /w/ (es. fatto /ˈfatto/).
- Le consonanti /ɲ/, /ʃ/, /ʎ/, /ts/ e /dz/ sono sempre geminate all'interno di parola tra vocali (es. ascia /ˈaʃʃa/; aglio /ˈaʎʎo/) e anche tra parole, se le consonanti sono tra vocali (es. "la scena").
- L'opposizione tra i diversi luoghi di articolazione delle consonanti nasali è neutralizzata in contesto pre-consonantico dove le nasali assimilano il luogo di articolazione alla consonante successiva (es. anca [ˈãŋka]; infatti [ĩɱˈfatti]).
- L'opposizione di grado di sonorità di /s/ e /z/ è neutralizzata in contesto pre-consonantico e all'inizio di parola: davanti a consonante sorda e a inizio parola si trova [s], davanti a consonante sonora si trova [z] (questo spiega la pronuncia difficoltosa che spesso gli italiani hanno per parole straniere come l'inglese slow in cui la s è invece sorda). All'interno di parola /s/ e /z/ si mantengono in opposizione fonologica in alcune forme come /preˈsɛnto/ da presentire e /preˈzɛnto/ da presentare. C'è da dire che la differenza tra /s/ e /z/ non è discriminante per la comprensione di parole in italiano e l'uso di una o l'altra fa parte delle varianti locali.
- Il fonema /n/ si realizza con il fono [ɱ] quando è seguito da /f/ o /v/, e con il fono [ŋ] quando è seguito da /k/ o /g/.
- /t, d/ sono laminali denti-alveolari [t̪, d̪], comunemente dette "dentali" per semplicità.
- /k, ɡ/ sono pre-velari davanti /i, e, ɛ, j/.
- /t͡s, d͡z, s, z/ hanno due varianti:
  - Dentalizzate laminali alveolari [t̪͡s̪, d̪͡z̪, s̪, z̪] (comunemente dette "dentali" per semplicità), pronunciate con la lama della lingua molto vicina ai denti anteriori superiori, con la punta della lingua appoggiata dietro i denti anteriori inferiori.
  - Non-retratte alveolari apicali [t͡s̺, d͡z̺, s̺, z̺]. La componente plosiva delle affricative "apicali" è in realtà laminale denti-alveolare.
- /n, l, r/ sono apicali alveolari [n̺, l̺, r̺] in molti contesti. /n, l/ sono laminali denti-alveolari [n̪, l̪] prima di /t, d, t͡s, d͡z, s, z/ e palatalizzate laminali postalveolari [n̠ʲ, l̠ʲ] davanti /t͡ʃ, d͡ʒ, ʃ/.
- /r/ (intervocalica e singola) è realizzata come una vibrante con uno o due contatti. Alcuni studi trattano la vibrante con un contatto come una consonante a sé, la monovibrante [ɾ]. Le vibranti ad un contatto possono avvenire in vari casi, particolarmente in sillabe non accentate. Una /rr/ geminata si manifesta come una vibrante dai tre ai sette contatti.

### Vocali

Diagramma delle vocali italiane.

Il sistema vocalico della varietà standard della lingua italiana comprende sette fonemi /a, ɛ, e, i, ɔ, o, u/. Questi sette fonemi vocalici si trovano in sillaba accentata, mentre in sillaba non accentata si riducono a cinque /a, e, i, o, u/ (in atonia, l'opposizione di apertura vocalica è neutralizzata nelle vocali medie).
|             | Anteriore | Centrale | Posteriore |
| ----------- | --------- | -------- | ---------- |
| Alte        | i         |          | u          |
| Medio-alte  | e         |          | o          |
| Medio-basse | ɛ         | ɔ        |            |
| Basse       |           | a        |            |

Le vocali poste in sillaba accentata aperta (cioè non seguite da consonante appartenente alla stessa sillaba) sono sempre lunghe, a meno che non si trovino in fine di parola (sciame /ˈʃaː.me/).

## Prosodia
In italiano, l'accento tonico è mobile. Le parole sono divise in quattro gruppi a seconda della sillaba su cui cade l'accento tonico.
- Tronche: accento tonico sull'ultima sillaba. I nomi tronchi sono derivati generalmente dalla terza declinazione latina; le parole che derivano di solito dall'accusativo singolare hanno subito una caduta della radice (virtus > acc. virtutem > caduta di -tem > it. virtù; pietas > acc. pietatem > caduta di -tem > it. pietà). Tutte le parole tronche non monosillabiche, nonché i monosillabi che, nella scrittura, terminano con due lettere vocaliche, i quali senz'accento potrebbero essere bisillabi, si scrivono con l'accento grafico: autogrù, bignè, nontiscordardimé, pagherò, trentatré e, rispettivamente, ciò, già, piè, può, più.
- Piane: accento sulla penultima sillaba (andàre, farìna, cosciènza). La maggior parte delle parole ha l'accento su questa sillaba. In latino le parole tronche erano pochissime e le bisdrucciole assenti; per questa ragione la maggior parte delle parole in italiano sono piane o sdrucciole.
- Sdrucciole: accento sulla terzultima sillaba (lìmite, aspàragi, bòtola).
- Bisdrucciole: accento sulla quartultima sillaba. Sono rare, trattandosi di voci verbali costruite a volte con pronomi enclitici (òccupano, èsitano, diménticalo).
- Trisdrucciole: accento sulla quintultima sillaba. Sono rare, trattandosi di voci verbali costruite con pronomi enclitici (diménticatelo)[2].
- Quadrisdrucciole: accento sulla sestultima sillaba. Sono rare, trattandosi di voci verbali costruite con pronomi enclitici (fàbbricamicelo)[2][3].

## Fonemi non esistenti nella lingua italiana provenienti da lingue straniere
Questi fonemi non presenti possono essere regolarmente pronunciati nel parlato in parole provenienti da lingue straniere
- /ʒ/: non è presente nell'italiano classico, ma viene regolarmente pronunciato in pochissime parole di origine straniera, soprattutto il francese, come nelle parole abat-jour /abaˈʒur/ o garage /ɡaˈraʒ/ (può anche essere pronunciato /ɡaˈradʒ/, /ɡaˈraːʒe/ o /ɡaˈraːdʒe/). I madrelingua italiani non hanno quasi mai difficoltà a pronunciare tale suono.
- /h/: anche in parole di derivazione straniera non viene pronunciato; un tempo l'acca si divideva in muta e sonora, soprattutto per stabilire l'articolo da porre all'inizio (l'hotel, lo hobby), mentre oggi la si rende muta (l'hobby) /l‿ˈɔbbi/. Parecchi madrelingua italiana non hanno difficoltà a pronunciare i suoni /h/ e /x/, ma nel parlato li tralasciano semplicemente, non pronunciandoli. Solo dopo uno studio approfondito della lingua straniera in considerazione cominciano a essere pronunciati correttamente.

## Confluenza delle vocali straniere in italiano
Poiché in italiano esistono solo sette vocali (/a/, /e/, /ɛ/, /i/, /o/, /ɔ/, /u/), numero nettamente inferiore a quello di altre lingue come inglese e francese, i madrelingua italiana tendono a pronunciare parecchie vocali non presenti in italiano sostituendole con vocali presenti in italiano. Ecco l'area di confluenza delle principali vocali dell'alfabeto fonetico internazionale nelle sette italiane:
| Vocale italiana | Vocali straniere | Esempio        | Pronuncia originale       | Pronuncia italiana    |
| --------------- | ---------------- | -------------- | ------------------------- | --------------------- |
| a               | ɑ, ʌ, ɜ, ɐ, ɶ, æ | budget partner | /ˈbʌdʒɪt/ /ˈpɑː(ɹ)tnə(ɹ)/ | /ˈbaddʒet/ /ˈpartner/ |
| e               | ɘ, ɤ, ə, ø, ɜ    | computer       | /kəmˈpjuːtə(ɹ)/           | /komˈpjuːter/         |
| ɛ               | ɜ, æ, œ, ʌ       | surf club      | /sɜː(ɹ)f/ /klʌb/          | /sɛrf/ /klɛb/         |
| i               | ɪ, ɨ, ɜ          | click          | /klɪk/                    | /klik/                |
| o               | ɔː, ɵ            | hall           | /hɔːl/                    | /ol/                  |
| ɔ               | ɒ, ʌ             | holiday        | /ˈhɒlɪdei̯/                | /ˈɔlidei̯/             |
| u               | ʊ, y, ʏ, ɯ, ʉ    | menu           | /məˈny/                   | /meˈnu/               |

## Raddoppiamento fonosintattico
Il raddoppiamento fonosintattico può essere definito come il raddoppiamento (o geminazione) di una consonante all'inizio di una parola; la presenza del raddoppiamento fonosintattico dipende solo dalla parola precedente. Nell'italiano standard, i casi in cui vi è raddoppiamento fonosintattico sono grossomodo raggruppabili nei due seguenti casi (a parte qualche rara eccezione):
- dopo i polisillabi accentati sull'ultima sillaba (come ad esempio "sanità", "perché", "poté", "morì" ecc.);
- dopo le parole "a", "che", "chi", "come", "da", "do", "dove", "e", "fa", "fra", "fu", "gru", "ha", "ho", "ma", "mo'" (nella locuzione "a mo' di"), "no", "o", "qua" "qualche", "qui", "so", "sopra", "sta", "sto", "su", "te", "tra", "tre", "tu", "va", "vo".

A titolo di esempio, si noti la differenza tra le seguenti frasi:
- "tre dita" /tre‿dˈdita/
- "le dita" /le ˈdita/

## Varianti libere e varietà locali
Abbiamo introdotto il concetto di variante: si dice variante combinatoria una variante che è determinata da un dato contesto, mentre la variante libera non lo è. In italiano le varianti libere possono essere variazioni individuali, come quella detta della "erre moscia", nella quale il fonema /r/ può essere realizzato mediante diversi foni detti allofoni (vedi sotto la relativa voce). Esistono inoltre numerosi foni che non fanno parte dell'italiano modello, ma che vengono usati nelle varietà regionali dell'italiano e che corrispondono a pronunce che divergono da quella modello: esempi di variazioni regionali sono le consonanti retroflesse usate per esempio in Sicilia e Sardegna, oppure la vocale centrale medio-alta, anche detta atona, /ə/, che si sente a Napoli in fine di parola (per esempio /ˈnɑː.pu.lə/). Non si confondano le varietà regionali dell'italiano con i diversi dialetti parlati nella penisola.